# Brankovice
Brankovice är en köping i Tjeckien.   Den ligger i regionen Södra Mähren, i den östra delen av landet, 220 km sydost om huvudstaden Prag. Brankovice ligger 247 meter över havet och antalet invånare är 913.
Terrängen runt Brankovice är kuperad åt sydost, men åt nordväst är den platt. Brankovice ligger nere i en dal. Runt Brankovice är det ganska tätbefolkat, med 72 invånare per kvadratkilometer. Närmaste större samhälle är Vyškov, 16,7 km nordväst om Brankovice. Trakten runt Brankovice består till största delen av jordbruksmark.